# Maurice Jeantet
Pour les articles homonymes, voir Jeantet.
Maurice Jeantet est un homme politique français né le 10 juin 1873 à Saint-Claude (Jura) et décédé le 17 février 1953 à Viroflay (Yvelines).

## Biographie
Fils d'un négociant, il reprend, après des études d'ingénieur à l'école Centrale, la direction de la maison de commerce familiale, l'entreprise Jeantet-David. Il est député du Jura de 1919 à 1924, inscrit au groupe de l'Entente républicaine démocratique.

## Sources
- Ressource relative à la vie publique :   - Base Sycomore
- « Maurice Jeantet », dans le Dictionnaire des parlementaires français (1889-1940), sous la direction de Jean Jolly, PUF, 1960 [détail de l’édition]